# Fontaine-au-Bois Communal Cemetery
Fontaine-au-Bois Communal Cemetery est l'un des deux cimetières militaires de la Première Guerre mondiale situés sur le territoire de la commune de Fontaine-au-Bois dans le département du Nord. L'autre est Cross Roads Cemetery, Fontaine-au-Bois.

## Localisation
Ce cimetière est situé à l'intérieur du cimetière communal, rue du Hainaut.

## Historique
Le village de Fontaine-au-Bois fut occupé par les Allemands dès fin août 1914 et ne fut repris par les troupes britanniques que début novembre 1918. Ce cimetière a été créé à cette date pour y inhumer les victimes des combats. Après l'armistice, il fut agrandi par la concentration de tombes d'autres cimetières. Toutes les sépultures datent d'octobre à novembre 1918.

## Caractéristique
Le cimetière communal de Fontaine-au-Bois comprend 95 sépultures du Commonwealth de la Première Guerre mondiale, dont six non identifiées.

## Galerie

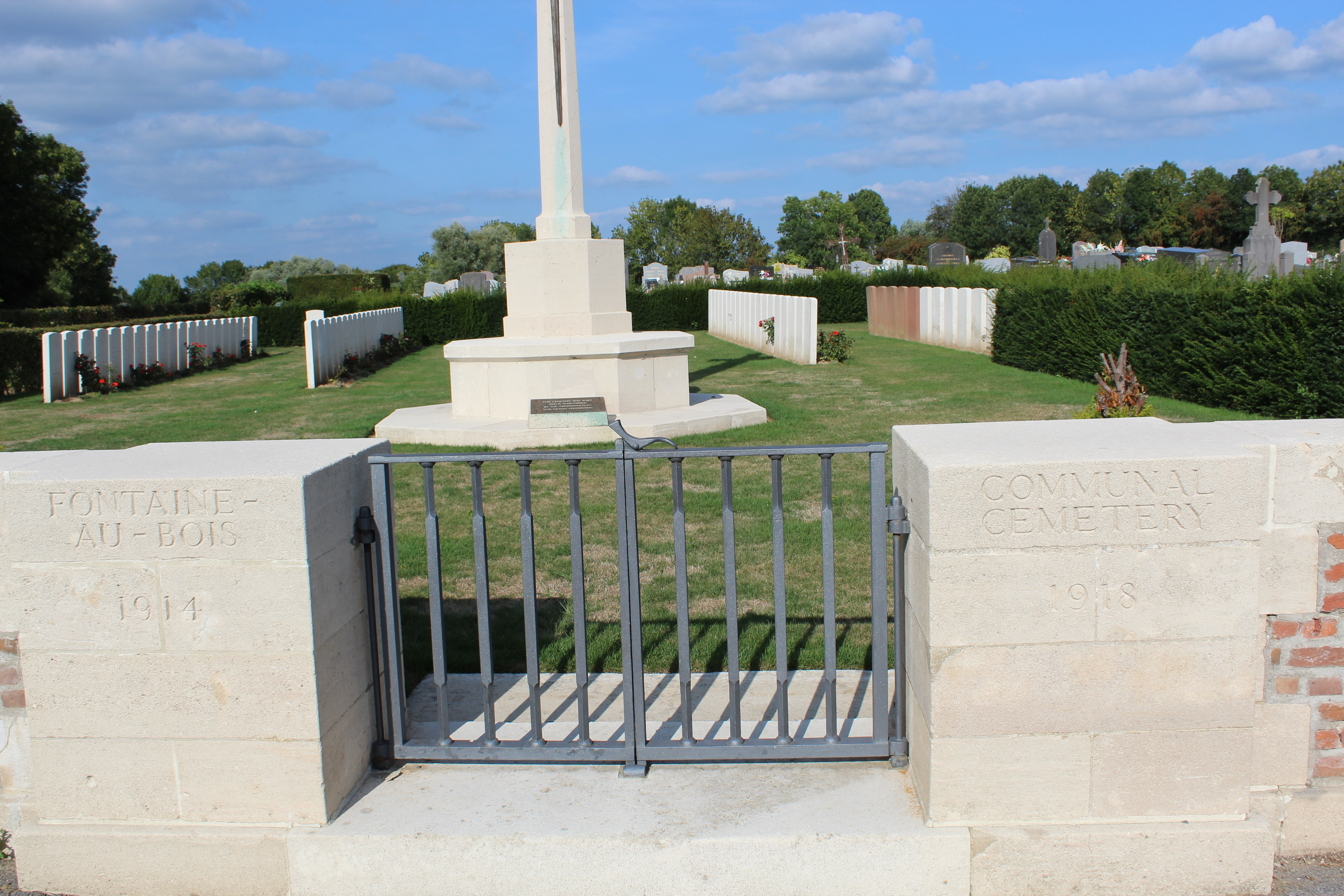
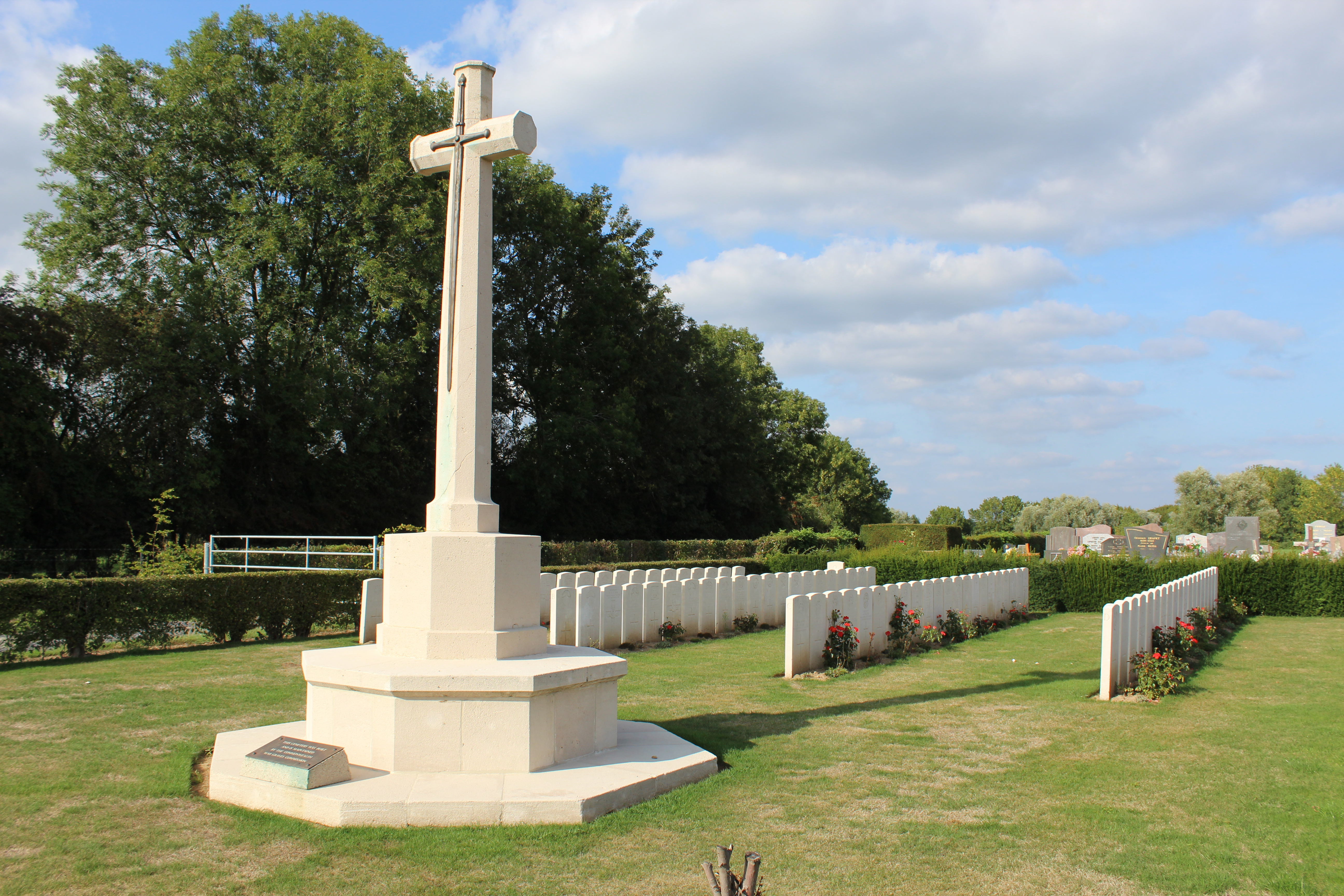
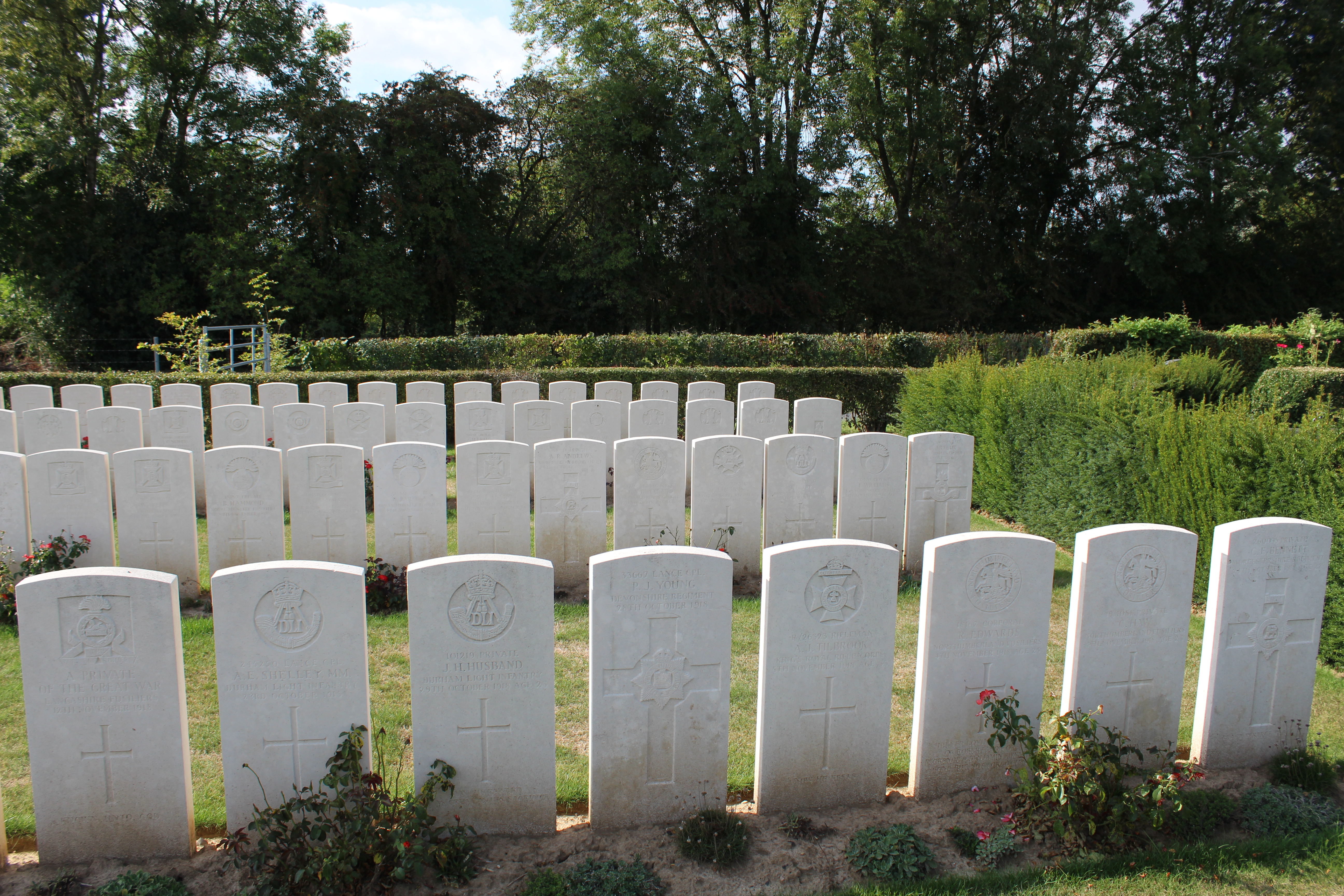
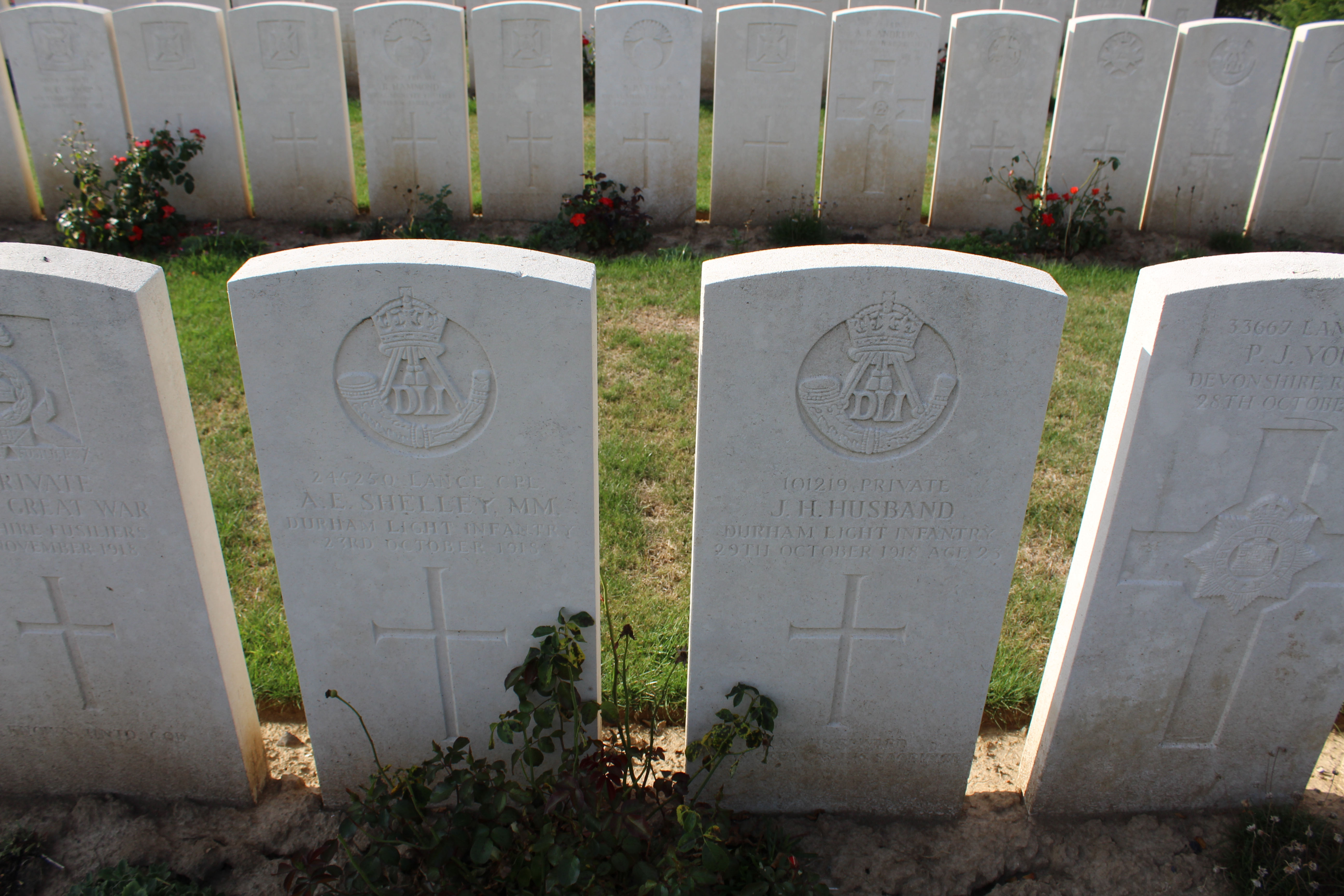

| Pays           | Sépultures |
| -------------- | ---------- |
| Royaume-Uni    | 94         |
| Afrique du Sud | 1          |
| Total          | 95         |